# Gizem Soysaldı
Gizem Erman Soysaldı (* 4. Februar 1984 in Izmir) ist eine türkische Schauspielerin.

## Biografie
Gizem Erman Soysaldı wurde am 4. Februar 1984 in Izmir geboren. Sie studierte an der Universität Ankara. Von 2007 bis 2008 war sie mit dem türkischen Schauspieler Halit Ergenç verheiratet. Ihr Debüt gab sie 2012 in der Fernsehserie Seksenler. Anschließend war sie im selben Jahr in dem Film Istanbul Aku Datang! zu sehen. Anschließend bekam Soysaldı in der Serie Bizim Okul die Hauptrolle. 2012 heiratete sie Hüseyin Karabey.
Unter anderem wurde sie 2018 für die Serie Kanaga gecastet. 2019 trat sie in dem Film Güzelliğin Portresi auf. Außerdem bekam Soysaldı in Yalancı einen Nebenrolle. 2022 setzte sie ihre Karriere in Evlilik Hakkında Her Şey fort.

## Filmografie
Filme
- 2012: Istanbul Aku Datang!
- 2012: Typ-F – Der Film
- 2013: Sürgün
- 2015: Fremdkörper
- 2018: İçerdekiler
- 2019: Güzelliğin Portresi
- 2021: It Looks Like Rain
- 2022: Mahalle

Serien
- 2012: Seksenler
- 2012–2014: Arka Sokaklar
- 2013: Bizim Okul
- 2018: Kanaga
- 2021: Yalancı
- 2022: Evlilik Hakkında Her Şey